# 降冰片烯
降冰片烯（Norbornene），也称降莰烯（norcamphene），是一种橋環烴，为白色固體，有刺激性酸味。該分子由環己烯環和亞甲基橋（在C-1和C-4之間）组成，其中的雙鍵引起了顯著的環張力和反應活性。
降冰片烯由環戊二烯和乙烯的狄尔斯-阿尔德反应合成；其衍生物也是类似。相关的双环化合物包括含有兩個雙鍵的降冰片二烯，以及完全飽和的降冰片烷。
降冰片烯经过酸催化水合反應，得到降冰片醇。研究非經典離子的化學家對此反應有很大的興趣。

## 用途
降冰片烯的用途不像乙烯等商品化学品那么广泛。它可以用作药物，杀虫剂，特种香料等有机物合成的骨架原料。它还可以与乙烯反应生成环烯烃共聚物（COC）。
降冰片烯常常在過渡金屬催化中被用來影響親電子的過渡金屬的遷移；它也可用作牺牲消耗的质子受体。在Catellani反应中它起到邻位导向的作用。

## 聚降冰片烯
降冰片烯在的開環复分解聚合（ROMP）反应中是重要的烯單體，例如经典的格拉布催化劑案例。聚降冰片烯具有高玻璃化轉變溫度和高的光學清晰度。
除了ROMP聚合，降冰片烯單體也經過乙烯基加成聚合。
聚降冰片烯主要用於抗震動（鐵路，建築，工業），防衝擊（個人防護設備，製鞋配件，保險槓）和改善抓地力（玩具輪胎，賽車輪胎，傳輸系統，傳輸系統，複印機，釣魚線等）。
亞乙基降冰片烯是一个相關的單體，衍生自環戊二烯和丁二烯。